# Manuel García junior

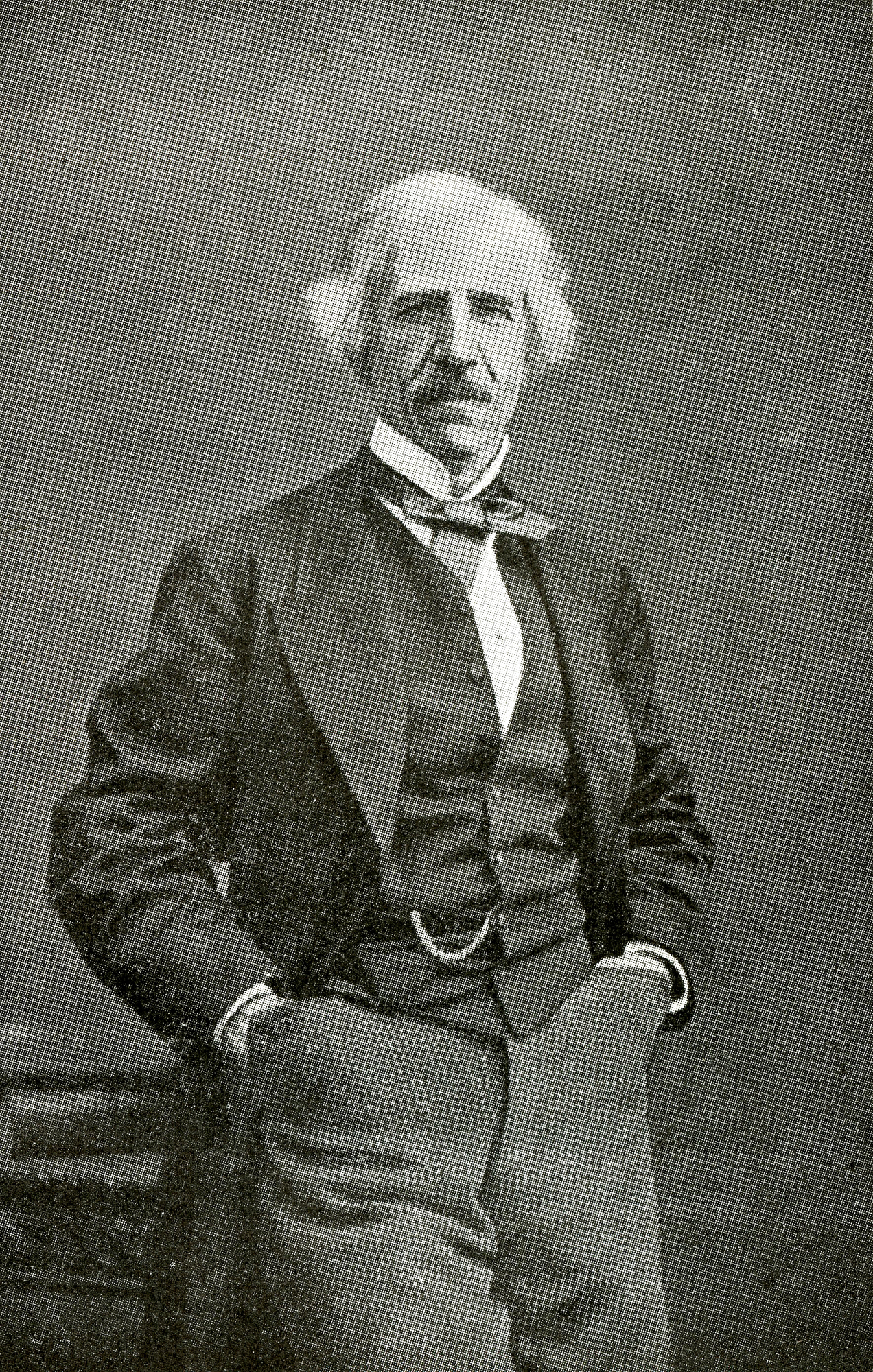
Manuel Garcia

Manuel Patricio Rodríguez Sitches (* 17. März 1805 in Zafra, Spanien; † 1. Juli 1906 in London) war ein spanischer Opernsänger (Bariton), Gesangslehrer und Musikpädagoge. Er gilt als Erfinder der Kehlkopfspiegelung. 1847 veröffentlichte er eine vollständige Abhandlung über die Kunst des Singens, ein Werk, das in mehrere Sprachen übersetzt und von verschiedenen Nationen als offizielles Lehrbuch angenommen wurde. Er ist der Bruder der Mezzosopranistinnen Maria Malibran und Pauline Viardot-García.
Jahre später, als Erwachsener, nahm Sitches den Künstlernamen seines Vaters García an. Als sein Geburtsort wird auch Madrid angegeben.

## Leben
Manuel García stammte aus einer französischen Musikerfamilie spanischer Herkunft. Sein Vater war der Opernsänger und Komponist Manuel del Pópulo Vicente García (1775–1832), seine Mutter dessen Geliebte und spätere zweite Ehefrau, die Schauspielerin und Opernsängerin Joaquina Briones (Joaquina Sitches, Sitches Irisarri, Joaquina García) (1780–1864).
Sein Vater bestimmte ihn für eine Karriere als Sänger. Die ganze Familie ging in die Vereinigten Staaten, wo Manuel 20-jährig am 19. November 1825 in einer amerikanischen Aufführung vom Barbier von Sevilla im Park Theatre in Manhattan, New York, den Figaro sang, während seine Mutter die Berta, sein Vater den Grafen und seine Schwester Maria Malibran die Rosina gab. Sein Vater errang als Opernunternehmer glänzende künstlerische und materielle Erfolge, verlor jedoch bei der Heimreise auf dem Weg von Mexiko-Stadt in die USA in der Nähe von Veracruz durch eine Räuberbande sein Vermögen.

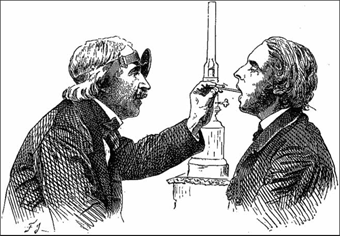
Die Laryngoskopie. Aus: Garcia, 1884

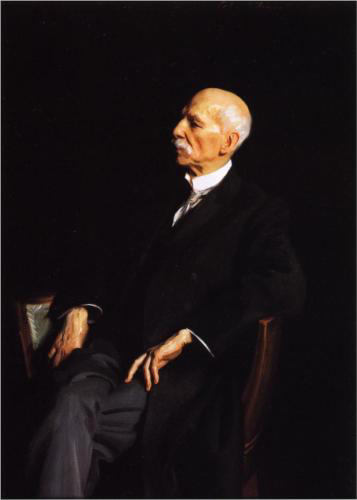
Manuel García im Alter von 100 Jahren (1905), Gemälde von John Singer Sargent

Nach der Rückkehr nach Europa 1829 beendete García bereits als 24-jähriger seine Gesangskarriere und wandte sich zusammen mit seinem Vater dem Gesangsunterricht zu. García junior erforschte die Stimmfunktionen und erfand 1854 den Kehlkopfspiegel. García junior studierte die Anatomie des Kehlkopfes, insbesondere den Faserverlauf der Muskeln. 1855 gelang es ihm, seinen eigenen Kehlkopf mit einem Zahnarztspiegel (von Joseph Frédéric Charrière) und einem zweiten Spiegel zu sehen und die Bewegungsabläufe beim Singen zu beobachten. Er wird seitdem als Erfinder der Laryngoskopie (Kehlkopfspiegelung) geehrt. García interessierte sich vor allem für die Laryngoskopie zur Aufklärung der Larynxfunktionen beim Gesang, nicht so sehr für den medizinischen Aspekt. Dennoch erhielt er 1862 die medizinische Ehrendoktorwürde der Universität Königsberg.
García junior lehrte an der Akademie der Wissenschaften (1830–1847), war Professor am Pariser Konservatorium (1847–1850) und an der Royal Academy in London (1848–1895).
Er war mit der Sopranistin Eugénie Mayer (1818–1880) verheiratet, aus der Ehe ging der Bariton Gustave García hervor.

## Schüler
- Eugénie Mayer (Ehefrau)
- Christine Nilsson
- Gustav Arnold
- Philipp Brozel
- Malvina Schnorr von Carolsfeld
- Erminia Frezzolini
- Gustave García (Sohn)
- Jenny Lind
- Mathilde Marchesi
- Hans Feodor von Milde
- Charles Santley
- Julius Stockhausen
- Johanna Wagner (Nichte von Richard W.)
- Henriette Waldschmidt
- Raimund von Zur Mühlen

## Schriften
- Mémoire sur la voix humaine, présenté à l’Académie des Sciences en 1840. Encyclographie des sciences médicales, Bruxelles, 1840, S. 391 (online hier bei Google-Books)
- École de Garcia. Traité complet de l'art du chant par Manuel Garcia fils. Schott, Mainz und Paris 1840 (Teil 1), 1847 (Teil 2).
- Garcias Schule oder Die Kunst des Gesanges in allen ihren Theilen vollständig abgehandelt von Manuel Garcia. Deutscher Text von C. Wirth. Schott, Mainz 1841; zweiter Teil auch in der Zeitschrift Caecilia in Band 26 (1847), Heft 104 (Digitalisat von Band 1 und von Band 2 der Universität der Künste Berlin)
- École de Garcia. Traité complet de l'art du chant. (Band 1 und 2 zusammen). Schott, Mainz und Paris 1856.

Neuausgaben
- Beobachtungen über die menschliche Stimme. London 1855. Verlag Maximilian Hörberg, München 2007.
- Garcia's Schule oder Die Kunst des Gesanges. Neu, in abgekürzter Form herausgegeben von F. Volbach. B. Schott’s Söhne, Mainz 1909.
- École de Garcia. Traité complet de l'art du chant en deux parties. Minkoff, Genf 1985, ISBN 2-8266-0817-7.